# Guillaume de Salluste du Bartas

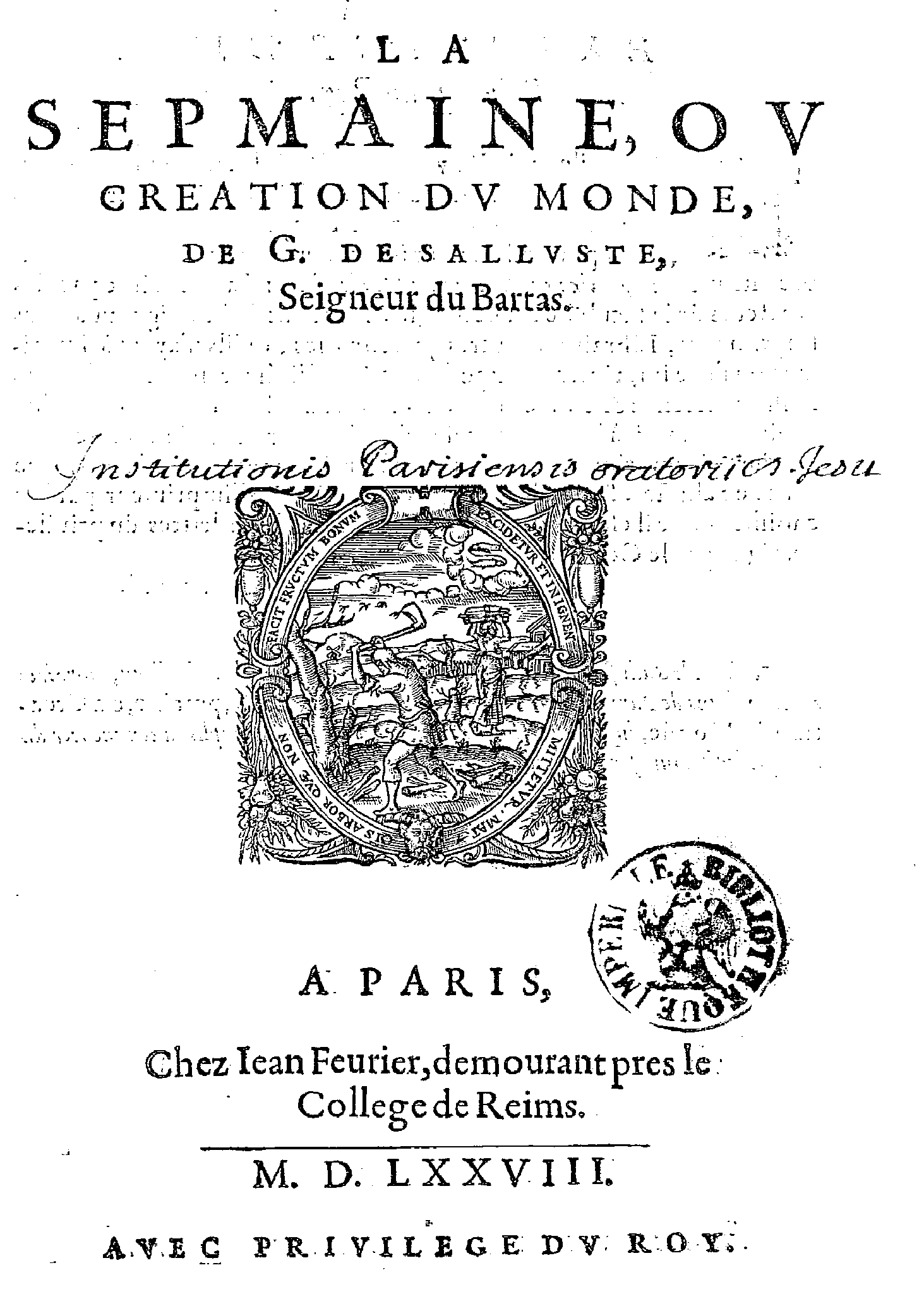
Página de rosto da edição princeps de La semaine.

Guillaume de Salluste du Bartas (Monfort , próximo de Auch, no Gers, 1544 — Mauvezin, 28 de agosto de 1590), senhor de Bartas, em occitano Guilhèm de Sallusti deu Bartàs, poeta huguenote, famoso pelo seu poema La Semaine, ou Création du Monde (1578). Escreveu em francês e em occitano (ou língua de oc).

## Biografia
Ele descendia de uma família de ricos comerciantes com raízes em Armagnac, razão pela qual dominava o gascão. Estudou direito em Toulouse, participando dos jogos florais da cidade. Obteve a Violeta em 1565, ano em que seu pai comprou o castelo de Bartas. Com a morte de seu pai, ocorrida em 1566, o poeta tornou-se senhor de Bartas.
Em 1570 casou com Catherine de Manas, de quem teve quatro filhas. A rainha de Navarra, Juana de Albret, confiou a este fiel cortesão o assunto do seu primeiro grande poema épico de culto, La Judith, que apenas foi publicado após a morte da soberanaintegrado na colectânea intitulada La Muse chrétienne (1574).
Posteriormente, serviu ao sucessor da soberana, o rei Henrique de Navarra (1576), que o encarregou de numerosas missões diplomáticas e o nomeou cavaleiro ordinário do rei em janeiro de 1585. Nesse mesmo ano, a sua obra prima, La Semaine, foi publicado em Paris com um copioso comentário do jurista católico Pantaléon Thévenin, um protegido do Duque de Lorena. Mas um comentário sobre a obra já havia sido publicado pelo pastor protestante Simon Goulart (Genebra: Jacques Chouet, 1581), um comentário que foi reimpresso com muita frequência e foi crescendo ao longo dos anos.
Em 1584, Guillaume du Bartas publicou uma obra intitulada Seconde Semaine e em 1589 Goulart publicou um novo comentário para esta segunda parte. Em 1587, acompanhado por Henri de Sponde, foi apresentado como embaixador na Corte de James VI da Escócia, que admirou seu trabalho e traduziu um de seus poemas. Faleceu em 28 de agosto de 1590.

## Obras
- La Semaine ou Création du monde (1581), ed. Yvonne Bellenger, Paris, STFM, 4.ª ed. 1994.
- La Seconde Semaine (1584), ed. Y. Bellenger et alii, Paris, STFM, 2 vol., 1991-1992.
- Les Suites de la Seconde Semaine, ed. Y. Bellenger, Paris, STFM, 1994.
- La Judith, ed. André Baïche, Toulouse, Public. de la Fac. des Lettres, 1970.